# Piedra del hambre

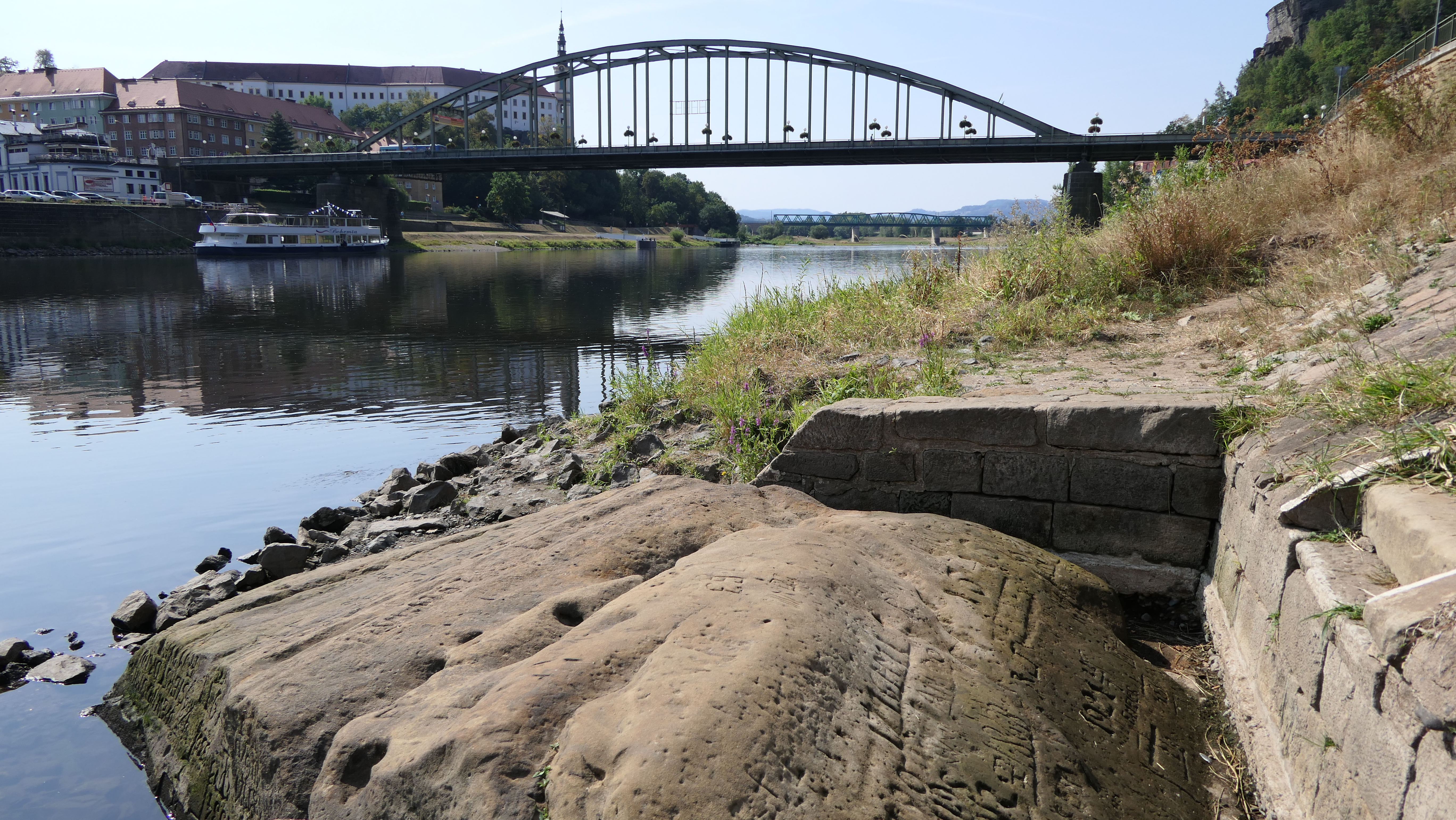
Piedra del hambre en el río Elba, en Děčín (República Checa)

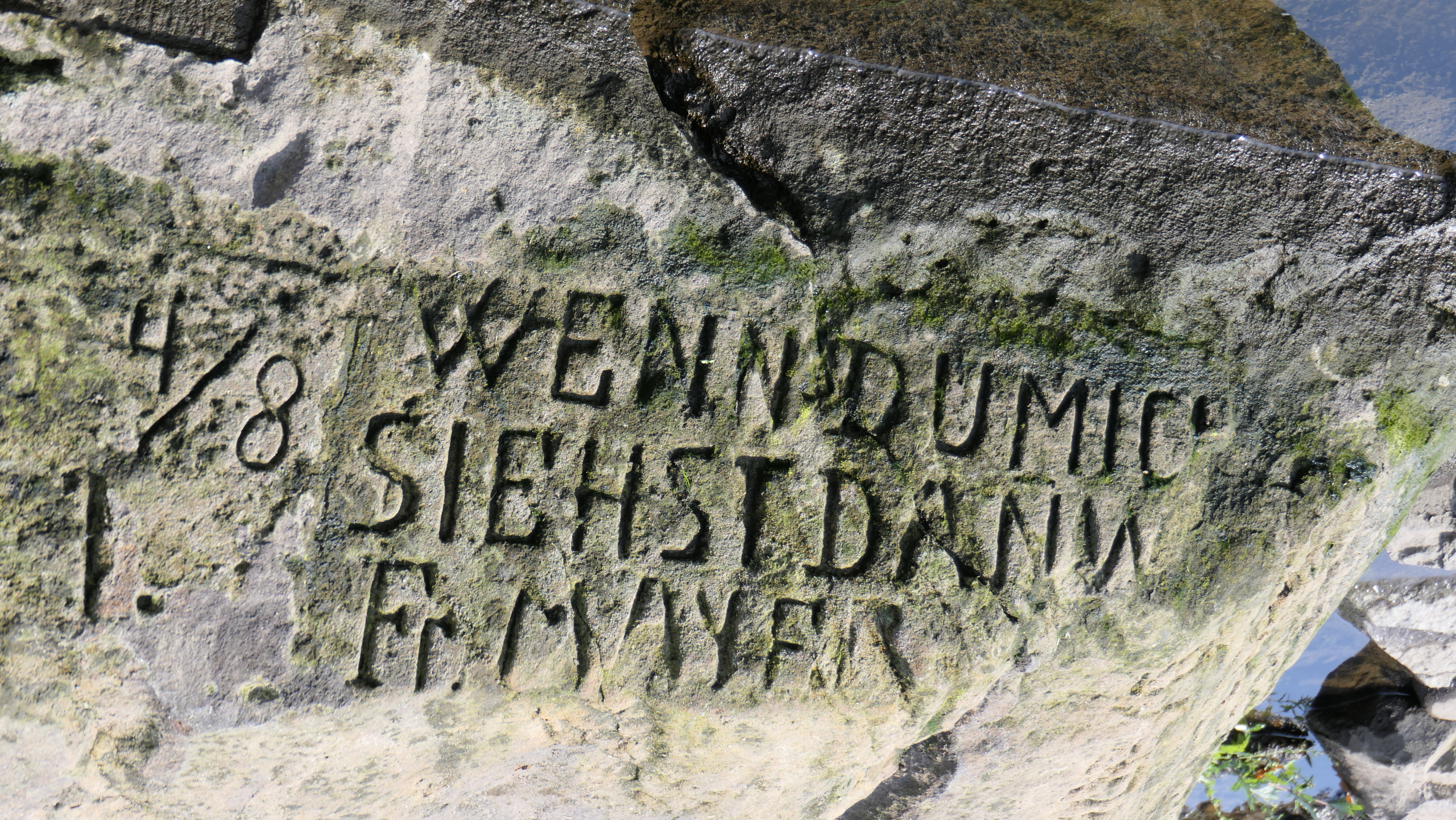
Inscripción en la piedra del hambre de Děčín: «Wenn du mich siehst, dann weine» («Si me ves, llora»).

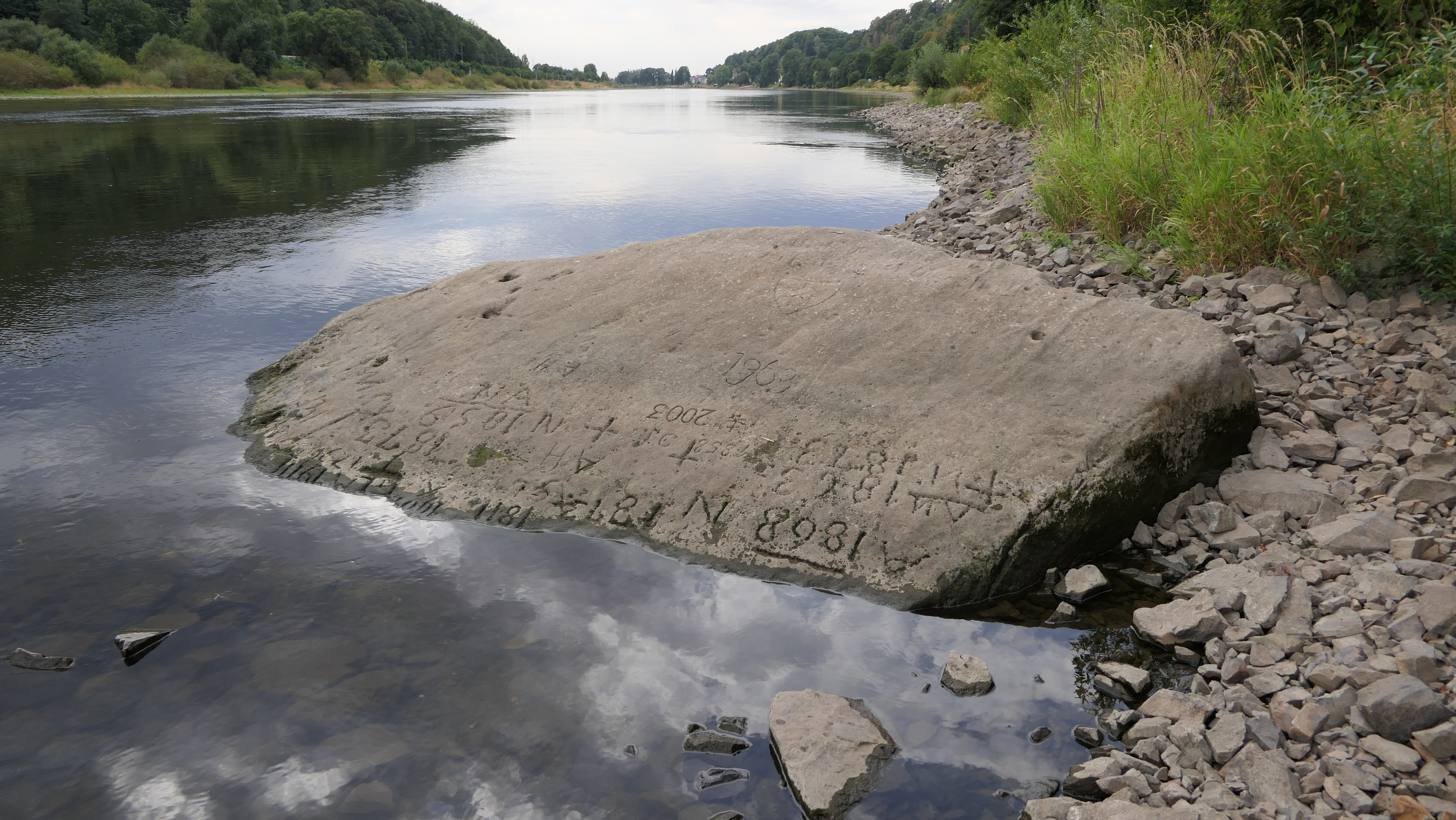
Piedra del hambre en el río Elba en Oberposta (Pirna, Alemania)

Una piedra del hambre (en alemán: Hungerstein) es un tipo de marcador del nivel de las aguas (hito hidrológico) común en Europa Central. Las piedras del hambre servían como señales de épocas de sequía, monumentos y advertencias de hambrunas y fueron erigidas en Alemania y en lugares poblados por alemanes por toda Europa entre los siglos XV y XIX.
Estas piedras se incrustaban en el cauce de un río durante las sequías para marcar el nivel del agua como una advertencia a las generaciones futuras de que tendrán que soportar las dificultades relacionadas con el hambre si el agua baja nuevamente a este nivel. Un ejemplo famoso se encuentra en el río Elba en Děčín (Tetschen en alemán), República Checa, donde una piedra tiene grabada la inscripción "Wenn du mich siehst, dann weine" (lit. "Si me ves, llora") como advertencia.
Muchas de estas piedras, con tallas u otras obras de arte, fueron erigidas después de la hambruna de 1816-1817 causada por la erupción del volcán Tambora en 1815 que dieron lugar al Año sin verano.
En 1918, una piedra del hambre en el lecho del río Elba, cerca de Děčín, quedó expuesta durante un período de aguas bajas coincidente con las hambrunas de la Primera Guerra Mundial. Lo mismo ocurrió en 2018 durante la sequía estival.